# Mr Crowley Live EP
Mr Crowley Live EP é um EP ao vivo lançado por Ozzy Osbourne em 1980. O EP tem 3 faixas tocadas no show de Southampton, Reino Unido, no mesmo ano. A lista de faixas incluem "Mr. Crowley", "Suicide Solution" e "You Said It All", uma canção foi escrita na passagem de som para o show e, de acordo com várias fontes, foi gravado na passagem de som com o ruído da multidão adicionado posteriormente. 
Está foi a única gravação ao vivo de Randy Rhoads já para ser lançado antes do Tributo.

## Lista de faixas
| N.º            | Título             | Compositor(es)                           | Duração |  |
| 1.             | "Mr. Crowley"      | Ozzy Osbourne, Randy Rhoads, Bob Daisley | 4:51    |  |
| 2.             | "You Said It All"  | Osbourne, Rhoads, Daisley, Lee Kerslake  | 3:53    |  |
| 3.             | "Suicide Solution" | Osbourne, Rhoads, Daisley                | 4:28    |  |
| Duração total: | Duração total:     | Duração total:                           | 13:12   |  |

## Créditos
- Ozzy Osbourne - vocais
- Randy Rhoads - guitarra
- Bob Daisley - baixo
- Lee Kerslake - bateria